# Сонора (Тексас)
Сонора (енгл. Sonora) град је у америчкој савезној држави Тексас. По попису становништва из 2010. у њему је живело 3.027 становника.

## Демографија
Према попису становништва из 2010. у граду је живело 3.027 становника, што је 103 (3,5%) становника више него 2000. године.
| Група             | 2000.         | 2010.         |
| Белци             | 1.334 (45,6%) | 1.113 (36,8%) |
| Афроамериканци    | 10 (0,3%)     | 12 (0,4%)     |
| Азијати           | 7 (0,2%)      | 6 (0,2%)      |
| Хиспаноамериканци | 1.560 (53,4%) | 1.897 (62,7%) |
| Укупно            | 2.924         | 3.027         |